# Lijst van burgemeesters van Valkenswaard
Dit is een lijst van burgemeesters van de Nederlandse gemeente Valkenswaard in de provincie Noord-Brabant.
| Ambtsperiode                       | Naam burgemeester                             | Partij of Stroming | Bijzonderheden                          |
| ---------------------------------- | --------------------------------------------- | ------------------ | --------------------------------------- |
| 1811 - februari 1812               | Bartholomeus Stokmans                         |                    | maire                                   |
| februari 1812 - 4 oktober 1812     | Paulus Hertroijs                              |                    | maire                                   |
| 18 november 1812 - 1821            | Nicolaas Wijnants                             |                    | maire, vanaf 7 februari 1814 schout     |
| januari 1821 - 16 oktober 1831     | Jan de Jongh                                  |                    | schout, vanaf 23 juli 1825 burgemeester |
| december 1831 - 1 januari 1844     | Michiel Smulders                              |                    |                                         |
| 2 januari 1844 - 7 april 1879      | Francis Smulders                              |                    | zoon van Michiel Smulders               |
| 14 mei 1879 - 20 april 1903        | Jasper van Best                               |                    |                                         |
| 1 augustus 1903 - 21 maart 1911    | Wilhelmus (W.P.J.M.) Thijssen                 |                    |                                         |
| 1911 - 31 december 1919            | Johan (J.D.H.W.C.) van Hoorn                  |                    |                                         |
| 18 maart 1920 - 29 april 1940      | Elise (E.A.J.) Kuijpers                       |                    |                                         |
| 1940                               | mr. E. Verdijk                                |                    | tijdelijk burgemeester                  |
| 1 november 1940 - 1944             | Karel Louis Joseph Wouters                    |                    |                                         |
| ...                                | ...                                           |                    |                                         |
| 1945? - 1946                       | Karel Louis Joseph Wouters                    |                    |                                         |
| 24 augustus 1946 - 1971            | mr. Anthonius (A.J.J.M.) van Hellenberg Hubar | KVP                |                                         |
| 1971 - september 1978              | mr. Ben (B.L.A.) van Zwieten                  | KVP/CDA            |                                         |
| september 1978 - april 1979        | drs. Romé (B.G.J.C.) Fasol                    | CDA                | waarnemend burgemeester                 |
| april 1979 - juni 1991             | mr. Jaap (J.M.) Bartels                       | CDA                |                                         |
| juli 1991 - 19 maart 2000          | Hein (H.J.M.) Tops                            | PvdA               |                                         |
| 2000 - 16 februari 2001            | Henk (H.J.) Hendriksen                        | PvdA               | waarnemend burgemeester                 |
| 16 februari 2001 - 1 februari 2007 | Hans (J.E.A.) Haas                            | CDA                |                                         |
| 19 maart 2007 - 18 maart 2025      | drs. Anton (A.B.A.M.) Ederveen                | CDA                |                                         |
| 19 maart 2025 - heden              | Han (Huibert Johannes) Looijen                | VVD                | waarnemend                              |